# Quinta do Sorilhal

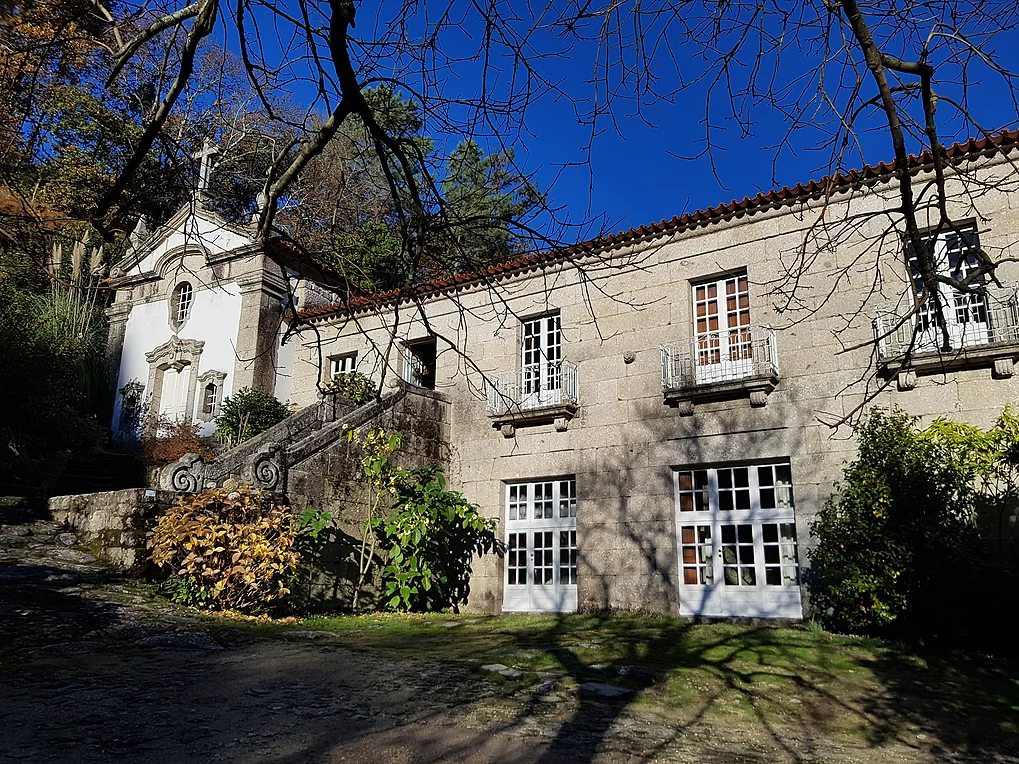
Quinta do Sorilhal

A Quinta do Sorilhal é uma secular propriedade rural de arquitectura barroca, estabelecida num terreno com cerca de 5.300m2, localizada na pitoresca vila de Parada do Bouro, situada na margem esquerda do rio Cávado, aos pés do Parque Nacional Peneda Gerês - no Minho, região norte de Portugal.
Construída no ano de 1750 e de incontável valor histórico, a moradia foi habitada pelo Capitão-Mor da região e é parte do Património Arquitectónico de Portugal. Além disto, sua capela era ponto de encontro e descanso para pelegrinos que rumavam a Santiago de Compostela.
Com natureza exuberante e nascentes de água, possui belíssimos jardins são repletos de flores das mais bonitas espécies, nomeadamente: camélias das mais variadas cores, glicínias, hortênsias, lírios, narcisos, margaridas, rosas, jarros, gladíolos, portulacas, lírios do Gerês, etc. 
Também há na quinta carvalhos centenários e frondosas árvores frutíferas que ao longo das estações do ano produzem laranjas, nêsperas, figos, limões, bananas, uvas e castanhas.

## História

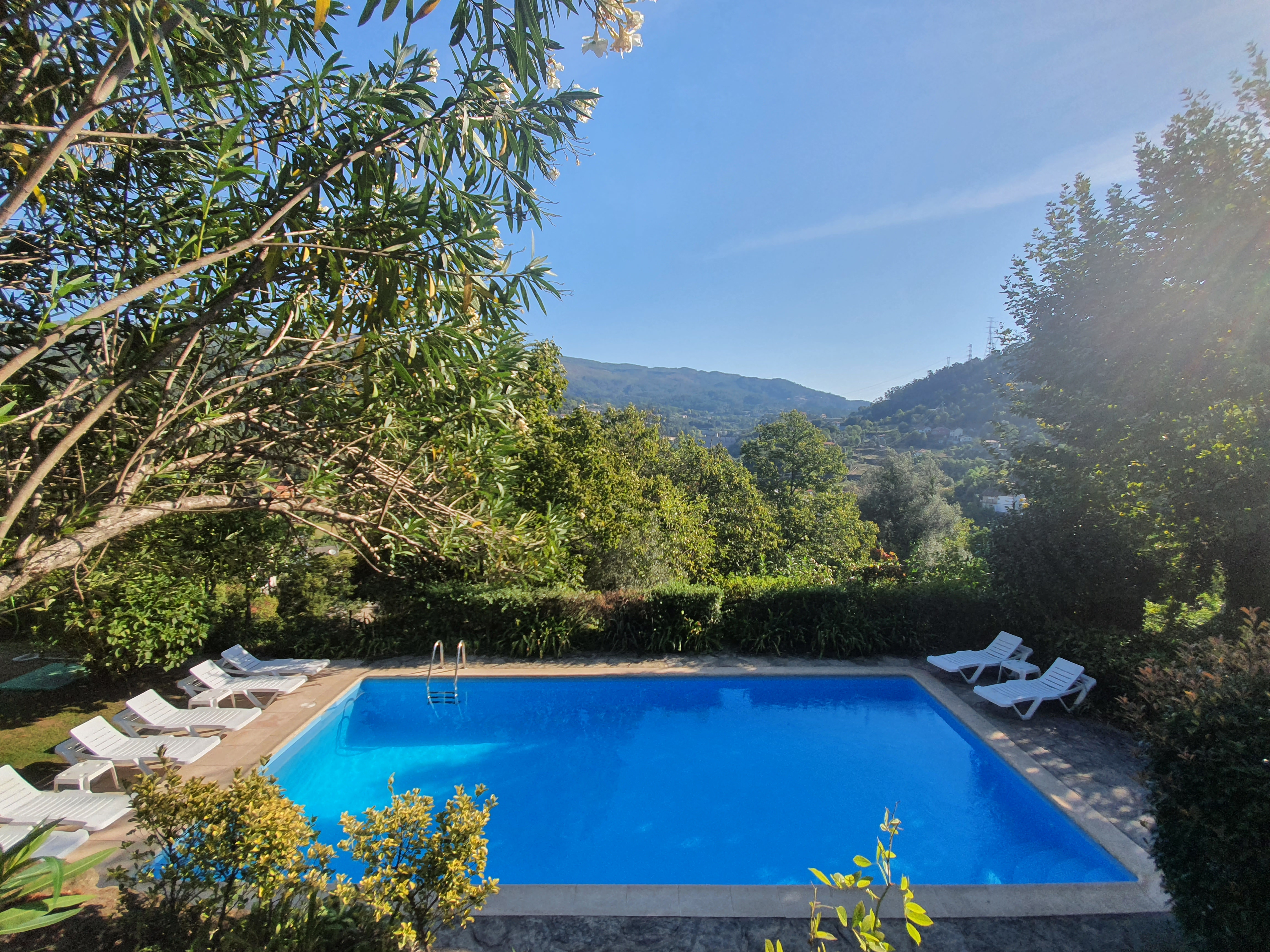
Piscina e vista da Quinta do Sorilhal

Construída em granito no ano de 1750 e de incontável valor histórico, a moradia foi habitada pelo Capitão-Mor da Ribeira de Soaz, antigo concelho de Portugal, localizado nos actuais municípios de Vieira do Minho, Póvoa de Lanhoso e Terras de Bouro. Teve foral em 1515 e foi suprimido em 1834.
À beira da propriedade há uma estrada romana que, nos séculos XVIII e XIX foi utilizada como um dos antigos caminho portugueses para Santiago de Compostela. Os peregrinos que por lá passavam avistavam vieiras esculpidas na fachada da capela da Quinta do Sorilhal, que tinham o propósito de alertá-los que, além de fazer suas preces, naquele local poderiam descansar, alimentar-se e si e a seus animais.

## Património Arquitectónico
Faz parte do Património Arquitectónico de Portugal, de acordo com documentação do SIPA – Sistema de Informação para o Património Arquitetónico, gerido pela Direção-Geral do Património Cultural (DGPC).
A Quinta do Sorilhal é citada nos livros:
- “Património Arqueológico e Arquitectónico de Veira do Minho” dos autores Luís Fontes e Ana Roriz.
- “Património de Vieira” de José Carlos Ferreira e Francisco de Assis, 2007.
- "O Minho Pitoresco", escrito em 1886 por José Augusto Vieira.
- "Guia do Património Cultural do Concelho de Vieira do Minho", da autoria de Paulo Manuel da Silva em abril de 2019.